# Стрибки у воду на Чемпіонаті світу з водних видів спорту 2023 — синхронна вишка, 10 метрів (жінки)
Змагання зі стрибків у воду з десятиметрової синхронної вишки серед жінок на Чемпіонаті світу з водних видів спорту 2023 відбулися 16 липня 2023 року.

## Результати
Попередній раунд відбувся 16 липня о 10:00, а фінал о 18:00 за місцевим часом.
| Місце | Країна          | Стрибунки                           | Попередній раунд | Попередній раунд | Фінал  | Фінал |
| Місце | Країна          | Стрибунки                           | Очки             | Місце            | Очки   | Місце |
| ----- | --------------- | ----------------------------------- | ---------------- | ---------------- | ------ | ----- |
| 1     | Китай           | Чень Юйсі Цюань Хунчань             | 365.40           | 1                | 369.84 | 1     |
| 2     | Велика Британія | Андреа Спендоліні-Сіріє Луїс Тулсон | 293.22           | 3                | 311.76 | 2     |
| 3     | США             | Джессіка Парратто Ділейні Шнелл     | 294.12           | 2                | 294.42 | 3     |
| 4     | Мексика         | Габріела Агундес Алехандра Ороско   | 290.70           | 5                | 291.18 | 4     |
| 5     | Японія          | Мацурі Арай Мінамі Ітахасі          | 289.32           | 6                | 284.76 | 5     |
| 6     | Німеччина       | Крістіна Вассен Елена Вассен        | 273.06           | 7                | 283.08 | 6     |
| 7     | Іспанія         | Валерія Антоліно Ана Карвахаль      | 259.83           | 9                | 280.38 | 7     |
| 8     | Канада          | Келі Маккей Кейт Міллер             | 292.50           | 4                | 279.93 | 8     |
| 9     | Україна         | Ксенія Байло Соф'я Есман            | 268.20           | 8                | 252.60 | 9     |
| 10    | Франція         | Джейд Жіллє Емелі Галіфакс          | 240.24           | 10               | 236.16 | 10    |
| 11    | Південна Корея  | Чо Еун Бі Мун На Юн                 | 209.04           | 11               | 222.12 | 11    |
| 12    | Макао           | Ло Ка Вай Жао Ханг У                | 183.87           | 12               | 160.38 | 12    |